# Хафрс-фьорд
Хафрс-фьорд (норв. Hafrsfjord или Hafrsfjorden) — фьорд на полуострове Ставангер в фюльке Ругаланн, Норвегия. Этот 9-километровый фьорд образует границу между муниципалитетами Ставангер и Сула. На западной стороне фьорда находится большая деревня Танангер, на юге — деревня Солакроссен, а на восточной оконечности фьорда — район Мадла города Ставангер. На заливе Мёллебукта, расположенном во внутренней части фьорда, находятся популярный пляж и памятник «Мечи в камне». Единственный мост через фьорд — это мост Хафрс-фьорд, который проходит между Кверневиком в Ставангере и Йосундом в деревне Танангер в Соле.
Хафрс-фьорд также является местом расположения военной базы KNM Harald Hårfagre, тренировочного лагеря Королевского военно-морского флота Норвегии и Королевских ВВС. Летом 2005 года школа кандидатов в офицеры военно-морского флота перенесла базовое обучение из Хортена в KNM Harald Hårfagre.

## Битва при Хафрс-фьорде
Фьорд часто называют «колыбелью» норвежской и исландской истории и «национальной иконой», так как в исследовательской среде широко распространено мнение, что после битвы при Хафрс-фьорде, произошедшей между 872 и 900 годами, Норвегия объединилась в одно королевство, а также началась эмиграция противников Харальда I в Исландию. Победа позволила королю Харальду I Прекрасноволосому получить контроль над большей частью западного побережья Норвегии и по праву называть себя королем всей страны. Это морское сражение сыграло ведущую роль в объединении страны и её культурном развитии столетия спустя.
Известный норвежский и исландский историограф, скальд и автор Младшей Эдды Снорри Стурлусон упоминает битву как переломное событие, произошедшее в эпоху викингов.
Однако отсутствие документальных свидетельств о битве и каких-либо археологических находок приводит к спорам учёных. Некоторые эксперты считают, что битва при Хафрс-фьорде — лишь одно из многих сражений, и что саги, а также более поздние работы историков преувеличивают роль битвы в истории Норвегии.

### Археология
Добровольная ассоциация Funn i Hafrsfjord, одним из основных спонсоров которой является компания-дистрибьютор «Дом коллекционера» (норв. Samlerhuset Norge), организовала в фьорде археологические поиски в надежде найти подтверждение фактам, отражённым в преданиях и сагах. Участники обследовали небольшую часть фьорда и нашли большое количество останков кораблей и лодок той эпохи. Ассоциация планирует передать проект властям и надеется, что археологи начнут систематические исследования.
Морской музей в Ставангере работает над созданием экспозиции, которая будет дополнена новой информацией о битве при Хафрс-фьорде. Цель проекта — пролить свет на национальное значение битвы. Работа состоит из археологических поисков на морском дне фьорда и нового анализа существующих источников. Исследовательский проект осуществляется в сотрудничестве между Морским музеем Ставангера, археологическим музеем Университета Ставангера, Университетом Ставангера и группой региональных музеев Jærmuseet.

## Этимология
Похожее название — Хафурсфьорд, связано с норвежской формой Hafrsfj†rðr и встречается в западной Исландии. Топоним мог быть образован по названию горы Хафрафелл (как «рог козла»), так как древнескандинавское hafr переводится как «козёл». Вероятно, в устье фьорда такое название могла иметь опасная скала, а также сложные условия плавания.

## Память
В 1983 году на северо-восточном берегу Хафрс-фьорда был поставлен памятник «Мечи в камне», который посвящён битве при Хафрс-фьорде. Короны на вершинах мечей обозначают три округа, участвовавших в битве.